# Charles Bartaumieux
Charles Bartaumieux, né le 25 août 1832 à Paris où il est mort le 15 décembre 1907, est un architecte français ayant principalement exercé dans sa ville natale.

## Biographie
Charles Victor Bartaumieux naît le 25 août 1832 dans l'ancien 1er arrondissement de Paris. Il entre à l'École des beaux-arts de Paris en 1851 et devient l'élève de Guillaume Abel Blouet et de Charles-Auguste Questel. Arrivé à la quarantaine, il aurait dressé les plans d'une bonne cinquantaine d'édifices, essentiellement à Paris. Dans le milieu des architectes, il jouit d'une notoriété certaine,. Il décède en décembre 1907. Ses obsèques sont célébrées le 18 en l'église Saint-Philippe-du-Roule et il est inhumé au cimetière de Montmartre,.